# Mistrzostwa Świata w Hokeju na Lodzie 2011 (elita)
Mistrzostwa Świata w Hokeju na Lodzie Elity 2011 odbyły się w dniach 29 kwietnia–15 maja w słowackich miastach Bratysławie i Koszycach. Był to 75. turniej o złoty medal mistrzostw świata. Po raz pierwszy gospodarzem mistrzostw była Słowacja.
W tej części mistrzostw uczestniczyło 16 najlepszych drużyn na świecie. System rozgrywania meczów był inny niż w niższych dywizjach. Najpierw odbyły się dwie fazy grupowe, a następnie w systemie pucharowym 8 drużyn walczyły o mistrzostwo. Najsłabsze drużyny po pierwszej fazie grupowej rywalizowały między sobą o utrzymanie w fazie grupowej. Dwie ostatnie drużyny zostały zdegradowane do I dywizji.

## Organizacja
Lodowiska
- Samsung-Arena (pojemność 9 246 miejsc)
- Steel Aréna (pojemność 7 628 miejsc)

Motto mistrzostw
- Slovenská republika. Hokejová republika. (Słowacka republika. Hokejowa republika)
- My sme tu doma. (Jesteśmy tu w domu)

Ambasadorzy
Oficjalnymi ambasadorami Mistrzostwa Świata w Hokeju na Lodzie Elity 2011 na Słowacji byli słowaccy hokeiści: Peter Bondra, Zdeno Chára, Marián Gáborík, Ľubomír Višňovský, Pavol Demitra, Jozef Stümpel, Marián Hossa, Miroslav Šatan i prezydent Słowacji Ivan Gašparovič.

## Pierwsza faza grupowa

### Grupa A
Wyniki
| 29 kwietnia 2011 | Niemcy | 2:0 | Rosja | Samsung-Arena, Bratysława |

| Szczegóły      | Szczegóły                                     | Szczegóły       | Szczegóły | Szczegóły                                                                  |
| -------------- | --------------------------------------------- | --------------- | --------- | -------------------------------------------------------------------------- |
| Godzina: 16:15 | T. Greilinger 24:19 (EQ) P. Reimer 57:53 (EQ) | (0:0, 1:0, 1:0) |           | Widzów: 9049 Sędzia główny: Darcy Burchell Sędziowie liniowi: Brent Reiber |

| 29 kwietnia 2011 | Słowacja | 3:1 | Słowenia | Samsung-Arena, Bratysława |

| Szczegóły      | Szczegóły                                                           | Szczegóły       | Szczegóły            | Szczegóły                                                                  |
| -------------- | ------------------------------------------------------------------- | --------------- | -------------------- | -------------------------------------------------------------------------- |
| Godzina: 20:15 | M. Šatan 35:16 (EQ) P. Podhradský 47:03 (EQ) Ľ. Bartečko 59:52 (EN) | (0:0, 1:1, 2:0) | 22:37 (PP) A. Kranjc | Widzów: 9248 Sędzia główny: Danny Kurmann Sędziowie liniowi: Thomas Sterns |

| 1 maja 2011 | Rosja | 6:4 | Słowenia | Samsung-Arena, Bratysława |

| Szczegóły      | Szczegóły | Szczegóły       | Szczegóły                                                                           | Szczegóły                                                                  |
| -------------- | --- | --------------- | ----------------------------------------------------------------------------------- | -------------------------------------------------------------------------- |
| Godzina: 16:15 | W. Atiuszow 04:22 (PP) M. Afinogienow 35:41 (EQ) D. Kulikow 46:15 (EQ) J. Artiuchin 46:53 (EQ) A. Radułow 56:19 (EQ) S. Zinowjew 59:22 (EQ) | (1:0, 1:1, 4:3) | 09:15 (EQ) A. Hebar 42:49 (EQ) B. Goličič 47:21 (EQ) B. Goličič 51:28 (EQ) R. Pajič | Widzów: 9090 Sędzia główny: Danny Kurmann Sędziowie liniowi: Sören Persson |

| 1 maja 2011 | Słowacja | 3:4 | Niemcy | Samsung-Arena, Bratysława |

| Szczegóły      | Szczegóły                                                      | Szczegóły       | Szczegóły                                                                           | Szczegóły                                                                      |
| -------------- | -------------------------------------------------------------- | --------------- | ----------------------------------------------------------------------------------- | ------------------------------------------------------------------------------ |
| Godzina: 20:15 | L. Nagy 45:26 (EQ) J. Stümpel 47:49 (PP) P. Demitra 52:43 (EQ) | (0:0, 0:3, 3:1) | M. Müller 24:51 (EQ) J. Tripp 33:07 (EQ) F. Holdler 36:35 (EQ) F. Schütz 44:37 (EQ) | Widzów: 9303 Sędzia główny: Darcy Burchell Sędziowie liniowi: Christer Lärking |

| 3 maja 2011 | Słowenia | 2:3 pk. | Niemcy | Samsung-Arena, Bratysława |

| Szczegóły      | Szczegóły                                | Szczegóły                 | Szczegóły                                                     | Szczegóły                                                                         |
| -------------- | ---------------------------------------- | ------------------------- | ------------------------------------------------------------- | --------------------------------------------------------------------------------- |
| Godzina: 16:15 | Ž. Jeglič 04:09 (EQ) R. Tičar 28:33 (EQ) | (1:0, 1:1, 0:1, 0:0, 0:1) | M. Wolf 35:19 (PP) F. Schütz 45:32 (EQ) F. Hordler 65:00 (PS) | Widzów: 8010 Sędzia główny: Vladimír Baluška Sędziowie liniowi: Konstantin Olenin |

| 3 maja 2011 | Rosja | 4:3 | Słowacja | Samsung-Arena, Bratysława |

| Szczegóły      | Szczegóły                                                                               | Szczegóły       | Szczegóły                                                    | Szczegóły                                                                     |
| -------------- | --------------------------------------------------------------------------------------- | --------------- | ------------------------------------------------------------ | ----------------------------------------------------------------------------- |
| Godzina: 20:15 | A. Radułow 00:58 (EQ) I. Nikulin 18:04 (EQ) I. Nikulin 38:10 (PP) A. Morozow 43:38 (EQ) | (2:1, 1:2, 1:0) | M. Šatan 01:28 (EQ) M. Gáborík 30:06 (EQ) L. Nagy 32:01 (EQ) | Widzów: 9314 Sędzia główny: Christer Lärking Sędziowie liniowi: Sören Persson |

Tabela
Lp. = lokata, M = liczba rozegranych spotkań, W = Wygrane, WpD = Wygrane po dogrywce lub karnych, PpD = Porażki po dogrywce lub karnych, P = Porażki, G+ = Gole strzelone, G- = Gole stracone, Pkt = Liczba zdobytych punktów,     = awans do II rundy,     = gra o utrzymanie
| Lp. | Zespół   | M | W | WpD | PpD | P | G + | G – | +/− | Pkt |
| --- | -------- | - | - | --- | --- | - | --- | --- | --- | --- |
| 1   | Niemcy   | 3 | 2 | 1   | 0   | 0 | 9   | 5   | +4  | 8   |
| 2   | Rosja    | 3 | 2 | 0   | 0   | 1 | 10  | 9   | +1  | 6   |
| 3   | Słowacja | 3 | 1 | 0   | 0   | 2 | 9   | 9   | 0   | 3   |
| 4   | Słowenia | 3 | 0 | 0   | 1   | 2 | 7   | 12  | -5  | 1   |

### Grupa B
Wyniki
| 29 kwietnia 2011 | Szwajcaria | 1:0 pd. | Francja | Steel Aréna, Koszyce |

| Szczegóły      | Szczegóły              | Szczegóły            | Szczegóły | Szczegóły                                                                      |
| -------------- | ---------------------- | -------------------- | --------- | ------------------------------------------------------------------------------ |
| Godzina: 16:15 | J. Vauclair 61:46 (EQ) | (0:0, 0:0, 0:0, 1:0) |           | Widzów: 2964 Sędzia główny: Sami Partanen Sędziowie liniowi: Jyri Petteri Rönn |

| 29 kwietnia 2011 | Białoruś | 1:4 | Kanada | Steel Aréna, Koszyce |

| Szczegóły      | Szczegóły               | Szczegóły       | Szczegóły                                                                             | Szczegóły                                                                       |
| -------------- | ----------------------- | --------------- | ------------------------------------------------------------------------------------- | ------------------------------------------------------------------------------- |
| Godzina: 20:15 | A. Stiepanow 19:26 (EQ) | (1:1, 0:1, 0:2) | 01:52 (EQ) J. Eberle 30:27 (EQ) J. Skinner 45:18 (EQ) J. Tavares 48:39 (PP) J. Eberle | Widzów: 6025 Sędzia główny: Antonin Jerabek Sędziowie liniowi: Vladimír Šindler |

| 1 maja 2011 | Kanada | 9:1 | Francja | Steel Aréna, Koszyce |

| Szczegóły      | Szczegóły | Szczegóły       | Szczegóły                 | Szczegóły                                                                       |
| -------------- | --- | --------------- | ------------------------- | ------------------------------------------------------------------------------- |
| Godzina: 16:15 | M-A. Gragnani 01:02 (PP) J. Spezza 06:35 (EQ) J. Skinner 12:02 (EQ) C. Stewart 36:06 (EQ) A. Pietrangelo 36:49 (EQ) B. Burns 41:41 (PP) R. Nash 44:38 (EQ) J. Skinner 54:30 (PS) T. Zajac 57:44 (EQ) | (3:0, 2:1, 4:0) | 29:14 (PP) P-E. Bellemare | Widzów: 4457 Sędzia główny: Wiaczesław Bułanow Sędziowie liniowi: Eduards Odiņš |

| 1 maja 2011 | Szwajcaria | 4:1 | Białoruś | Steel Aréna, Koszyce |

| Szczegóły      | Szczegóły                                                                                | Szczegóły       | Szczegóły            | Szczegóły                                                                     |
| -------------- | ---------------------------------------------------------------------------------------- | --------------- | -------------------- | ----------------------------------------------------------------------------- |
| Godzina: 20:15 | R. Gardner 07:08 (PP) G. Bezina 24:11 (EQ) R. Gardner 27:03 (EQ) I. Ruthemann 30:51 (SH) | (1:0, 3:1, 0:0) | D.Korabau 21:33 (EQ) | Widzów: 3193 Sędzia główny: Peter Orszag Sędziowie liniowi: Daniel Piechaczek |

| 3 maja 2011 | Kanada | 4:3 pd. | Szwajcaria | Steel Aréna, Koszyce |

| Szczegóły      | Szczegóły                                                                                  | Szczegóły            | Szczegóły                                                     | Szczegóły                                                                       |
| -------------- | ------------------------------------------------------------------------------------------ | -------------------- | ------------------------------------------------------------- | ------------------------------------------------------------------------------- |
| Godzina: 16:15 | J. Eberle 31:57 (EQ) J. Tavares 36:51 (EQ) C. Stewart 56:46 (EQ) A. Pietrangelo 64:14 (EQ) | (0:1, 2:0, 1:2, 1:0) | R. Diaz 12:29 (EQ) F. du Bois 48:08 (EQ) A. Ambühl 58:38 (EQ) | Widzów: 7214 Sędzia główny: Antonín Jeřábek Sędziowie liniowi: Vladimír Šindler |

| 3 maja 2011 | Francja | 2:1 pd. | Białoruś | Steel Aréna, Koszyce |

| Szczegóły      | Szczegóły                                         | Szczegóły            | Szczegóły              | Szczegóły                                                                      |
| -------------- | ------------------------------------------------- | -------------------- | ---------------------- | ------------------------------------------------------------------------------ |
| Godzina: 20:15 | S. Treille 12:35 (PP) K. Hecquefeuille 60:46 (EQ) | (1:0, 0:0, 0:1, 1:0) | S. Diemagin 55:32 (EQ) | Widzów: 3968 Sędzia główny: Sami Partanen Sędziowie liniowi: Jyri-Petteri Rönn |

Tabela
Lp. = lokata, M = liczba rozegranych spotkań, W = Wygrane, WpD = Wygrane po dogrywce lub karnych, PpD = Porażki po dogrywce lub karnych, P = Porażki, G+ = Gole strzelone, G- = Gole stracone, Pkt = Liczba zdobytych punktów,     = awans do II rundy,     = gra o utrzymanie
| Lp. | Zespół     | M | W | WpD | PpD | P | G + | G – | +/− | Pkt |
| --- | ---------- | - | - | --- | --- | - | --- | --- | --- | --- |
| 1   | Kanada     | 3 | 2 | 1   | 0   | 0 | 17  | 5   | +12 | 8   |
| 2   | Szwajcaria | 3 | 1 | 1   | 1   | 0 | 8   | 5   | +3  | 6   |
| 3   | Francja    | 3 | 0 | 1   | 1   | 1 | 3   | 11  | -8  | 3   |
| 4   | Białoruś   | 3 | 0 | 0   | 1   | 2 | 3   | 10  | -7  | 1   |

### Grupa C
Wyniki
| 30 kwietnia 2011 | Stany Zjednoczone | 5:1 | Austria | Steel Aréna, Koszyce |

| Szczegóły      | Szczegóły | Szczegóły       | Szczegóły           | Szczegóły                                                                       |
| -------------- | --- | --------------- | ------------------- | ------------------------------------------------------------------------------- |
| Godzina: 16:15 | C. Kreider 14:42 (EQ) B. Wheeler 17:15 (EQ) Y. Stastny 38:36 (EQ) K. Shattenkirk 42:47 (EQ) C. Smith 56:42 (PP) | (2:0, 1:1, 2:0) | 34:00 (EQ) M. Pewal | Widzów: 4495 Sędzia główny: Wiaczesław Bułanow Sędziowie liniowi: Eduards Odiņš |

| 30 kwietnia 2011 | Norwegia | 5:4 pk. | Szwecja | Steel Aréna, Koszyce |

| Szczegóły      | Szczegóły | Szczegóły                 | Szczegóły                                                                                   | Szczegóły                                                                     |
| -------------- | --- | ------------------------- | ------------------------------------------------------------------------------------------- | ----------------------------------------------------------------------------- |
| Godzina: 20:15 | M. Røymark 08:06 (PP) M. Ask 21:00 (PP) M. Holtet 33:45 (PP) A. Bastiansen 55:06 (EQ) P-Å. Skrøder 65:00 (PS) | (1:3, 2:0, 1:1, 0:0, 1:0) | 06:21 (EQ) L. Eriksson 11:41 (EQ) P. Berglund 15:01 (PP) P. Berglund 49:37 (PP) L. Eriksson | Widzów: 5147 Sędzia główny: Peter Ország Sędziowie liniowi: Daniel Piechaczek |

| 2 maja 2011 | Stany Zjednoczone | 4:2 | Norwegia | Steel Aréna, Koszyce |

| Szczegóły      | Szczegóły                                                                              | Szczegóły       | Szczegóły                                      | Szczegóły                                                                        |
| -------------- | -------------------------------------------------------------------------------------- | --------------- | ---------------------------------------------- | -------------------------------------------------------------------------------- |
| Godzina: 16:15 | N. Palmieri 41:16 (EQ) J. Skille 44:59 (EQ) N. Palmieri 53:44 (PP) C. Smith 58:34 (PP) | (0:2, 0:0, 4:0) | K.A. Olimb 08:09 (EQ) A. Bastiansen 09:22 (SH) | Widzów: 4149 Sędzia główny: Antonín Jeřábek Sędziowie liniowi: Jyri-Petteri Rönn |

| 2 maja 2011 | Szwecja | 3:0 | Austria | Steel Aréna, Koszyce |

| Szczegóły      | Szczegóły                                                                   | Szczegóły       | Szczegóły | Szczegóły                                                                     |
| -------------- | --------------------------------------------------------------------------- | --------------- | --------- | ----------------------------------------------------------------------------- |
| Godzina: 20:15 | N. Persson 19:39 (EQ) N. Persson 25:39 (EQ) M. Pääjärvi Svensson 42:34 (PP) | (1:0, 1:0, 1:0) |           | Widzów: 3704 Sędzia główny: Sami Partanen Sędziowie liniowi: Vladimír Šindler |

| 4 maja 2011 | Austria | 0:5 | Norwegia | Steel Aréna, Koszyce |

| Szczegóły      | Szczegóły | Szczegóły       | Szczegóły                                                                                                   | Szczegóły                                                                      |
| -------------- | --------- | --------------- | --- | ------------------------------------------------------------------------------ |
| Godzina: 16:15 |           | (0:3, 0:1, 0:1) | 06:26 (EQ) E. Koivu 09:31 (EQ) M. Olimb 10:27 (PP) J. Holøs 39:41 (EQ) L. E. Spets 49:51 (PP) A. Bastiansen | Widzów: 4355 Sędzia główny: Eduards Odiņš Sędziowie liniowi: Daniel Piechaczek |

| 4 maja 2011 | Szwecja | 6:2 | Stany Zjednoczone | Steel Aréna, Koszyce |

| Szczegóły      | Szczegóły | Szczegóły       | Szczegóły                                  | Szczegóły                                                                      |
| -------------- | --- | --------------- | ------------------------------------------ | ------------------------------------------------------------------------------ |
| Godzina: 20:15 | P. Berglund 17:31 (EQ) M. Krüger 23:17 (EQ) M. Sjögren 30:27 (EQ) P. Berglund 35:16 (EQ) J. Ericsson 56:01 (EQ) D. Petrasek 58:50 (PP) | (1:1, 3:0, 2:1) | 18:43 (PP) C. Fowler 50:29 (EQ) B. Wheeler | Widzów: 7401 Sędzia główny: Wiaczesław Bułanow Sędziowie liniowi: Peter Ország |

Tabela
Lp. = lokata, M = liczba rozegranych spotkań, W = Wygrane, WpD = Wygrane po dogrywce lub karnych, PpD = Porażki po dogrywce lub karnych, P = Porażki, G+ = Gole strzelone, G- = Gole stracone, Pkt = Liczba zdobytych punktów,     = awans do II rundy,     = gra o utrzymanie
| Lp. | Zespół            | M | W | WpD | PpD | P | G + | G – | +/− | Pkt |
| --- | ----------------- | - | - | --- | --- | - | --- | --- | --- | --- |
| 1   | Szwecja           | 3 | 2 | 0   | 1   | 0 | 13  | 7   | +6  | 7   |
| 2   | Stany Zjednoczone | 3 | 2 | 0   | 0   | 1 | 11  | 9   | +2  | 6   |
| 3   | Norwegia          | 3 | 1 | 1   | 0   | 1 | 12  | 8   | +4  | 5   |
| 4   | Austria           | 3 | 0 | 0   | 0   | 3 | 1   | 13  | -12 | 0   |

### Grupa D
Wyniki
| 30 kwietnia 2011 | Finlandia | 5:1 | Dania | Samsung-Arena, Bratysława |

| Szczegóły      | Szczegóły | Szczegóły       | Szczegóły           | Szczegóły                                                                         |
| -------------- | --- | --------------- | ------------------- | --------------------------------------------------------------------------------- |
| Godzina: 20:15 | J. Immonen 23:57 (PP) J. Aaltonen 36:26 (PP) A. Pihlström 42:39 (EQ) J. Niskala 52:29 (PP) T. Ruutu 53:21 (EQ) | (0:0, 2:0, 3:1) | 47:54 (PP) N. Hardt | Widzów: 9125 Sędzia główny: Vladimír Baluška Sędziowie liniowi: Konstantin Olenin |

| 30 kwietnia 2011 | Czechy | 4:2 | Łotwa | Samsung-Arena, Bratysława |

| Szczegóły      | Szczegóły                                                                             | Szczegóły       | Szczegóły                                   | Szczegóły                                                                     |
| -------------- | ------------------------------------------------------------------------------------- | --------------- | ------------------------------------------- | ----------------------------------------------------------------------------- |
| Godzina: 20:15 | T. Rolinek 17:47 (EQ) P. Eliáš 33:02 (EQ) M. Havlát 41:15 (EQ) R. Červenka 58:11 (EQ) | (1:1, 1:1, 2:0) | 09:04 (EQ) L. Dārziņš 21:21 (EQ) R. Bukarts | Widzów: 9219 Sędzia główny: Christer Lärking Sędziowie liniowi: Sören Persson |

| 2 maja 2011 | Czechy | 6:0 | Dania | Samsung-Arena, Bratysława |

| Szczegóły      | Szczegóły | Szczegóły       | Szczegóły | Szczegóły                                                                     |
| -------------- | --- | --------------- | --------- | ----------------------------------------------------------------------------- |
| Godzina: 16:15 | M. Frolík 02:29 (EQ) M. Michálek 31:34 (EQ) M. Michálek 33:17 (PP) M. Frolík 34:25 (EQ) T. Plekanec 34:38 (EQ) P. Průcha 56:23 (EQ) | (1:0, 4:0, 1:0) |           | Widzów: 9217 Sędzia główny: Konstantin Olenin Sędziowie liniowi: Brent Reiber |

| 2 maja 2011 | Łotwa | 2:3 pk. | Finlandia | Samsung-Arena, Bratysława |

| Szczegóły      | Szczegóły                                     | Szczegóły                 | Szczegóły                                                         | Szczegóły                                                                  |
| -------------- | --------------------------------------------- | ------------------------- | ----------------------------------------------------------------- | -------------------------------------------------------------------------- |
| Godzina: 20:15 | M. Rēdlihs 33:36 (PP) H. Vasiļjevs 42:12 (PP) | (0:1, 1:0, 1:1, 0:0, 0:1) | J. Immonen 13:54 (PP) N. Kapanen 52:51 (PP) J. Immonen 65:00 (PS) | Widzów: 9210 Sędzia główny: Danny Kurmann Sędziowie liniowi: Thomas Sterns |

| 4 maja 2011 | Dania | 3:2 pk. | Łotwa | Samsung-Arena, Bratysława |

| Szczegóły      | Szczegóły                                                                     | Szczegóły                 | Szczegóły                                   | Szczegóły                                                                      |
| -------------- | ----------------------------------------------------------------------------- | ------------------------- | ------------------------------------------- | ------------------------------------------------------------------------------ |
| Godzina: 16:15 | M. Christensen 01:43 (EQ) M. Christensen 28:27 (PP) M. Christensen 65:00 (PS) | (1:0, 1:2, 0:0, 0:0, 1:0) | 23:03 (EQ) M. Cipulis 35:14 (PP) M. Rēdlihs | Widzów: 8870 Sędzia główny: Vladimír Baluška Sędziowie liniowi: Darcy Burchell |

| 4 maja 2011 | Finlandia | 1:2 | Czechy | Samsung-Arena, Bratysława |

| Szczegóły      | Szczegóły             | Szczegóły       | Szczegóły                                 | Szczegóły                                                                 |
| -------------- | --------------------- | --------------- | ----------------------------------------- | ------------------------------------------------------------------------- |
| Godzina: 20:15 | A. Salmela 59:41 (EQ) | (0:0, 0:1, 1:1) | 24:24 (PP) M. Michálek 42:48 (EQ) J. Jágr | Widzów: 9310 Sędzia główny: Brent Reiber Sędziowie liniowi: Thomas Sterns |

Tabela
Lp. = lokata, M = liczba rozegranych spotkań, W = Wygrane, WpD = Wygrane po dogrywce lub karnych, PpD = Porażki po dogrywce lub karnych, P = Porażki, G+ = Gole strzelone, G- = Gole stracone, Pkt = Liczba zdobytych punktów,     = awans do II rundy,     = gra o utrzymanie
| Lp. | Zespół    | M | W | WpD | PpD | P | G + | G – | +/− | Pkt |
| --- | --------- | - | - | --- | --- | - | --- | --- | --- | --- |
| 1   | Czechy    | 3 | 3 | 0   | 0   | 0 | 12  | 3   | +9  | 9   |
| 2   | Finlandia | 3 | 1 | 1   | 0   | 1 | 9   | 5   | +4  | 5   |
| 3   | Dania     | 3 | 0 | 1   | 0   | 2 | 4   | 13  | -9  | 2   |
| 4   | Łotwa     | 3 | 0 | 0   | 2   | 1 | 6   | 10  | -4  | 2   |

## Druga faza grupowa

### Grupa E
| 5 maja 2011 | Rosja | 4:3 | Dania | Samsung-Arena, Bratysława |

| Szczegóły      | Szczegóły                                                                                    | Szczegóły       | Szczegóły                                                   | Szczegóły                                                                      |
| -------------- | -------------------------------------------------------------------------------------------- | --------------- | ----------------------------------------------------------- | ------------------------------------------------------------------------------ |
| Godzina: 20:15 | S. Zinowjew 09:26 (EQ) S. Zinowjew 30:08 (EQ) S. Zinowjew 34:18 (EQ) J. Artiuchin 45:21 (EQ) | (1:2, 2:0, 1:1) | 11:12 (EQ) N.Hardt 19:46 (PP) Ma. Bødker 47:27 (EQ) N.Hardt | Widzów: 9204 Sędzia główny: Vladimír Baluška Sędziowie liniowi: Soeren Perrson |

| 6 maja 2011 | Niemcy | 4:5 pd. | Finlandia | Samsung-Arena, Bratysława |

| Szczegóły      | Szczegóły                                                                            | Szczegóły            | Szczegóły                                                                                               | Szczegóły                                                                     |
| -------------- | ------------------------------------------------------------------------------------ | -------------------- | --- | ----------------------------------------------------------------------------- |
| Godzina: 16:15 | A. Rankel 14:45 (EQ) F. Schütz 26:28 (EQ) K. Hospelt 27:32 (EQ) P. Reimer 39:03 (EQ) | (1:1, 3:2, 0:1, 0:1) | 00:13 (EQ) T. Ruutu 31:39 (EQ) J. Pesonen 38:07 (EQ) J. Immonen 54:12 (EQ) T. Ruutu 65:00 (PS) M. Koivu | Widzów: 9255 Sędzia główny: Konstantin Olenin Sędziowie liniowi: Brent Reiber |

| 6 maja 2011 | Czechy | 3:2 | Słowacja | Samsung-Arena, Bratysława |

| Szczegóły      | Szczegóły                                                  | Szczegóły       | Szczegóły                               | Szczegóły                                                                   |
| -------------- | ---------------------------------------------------------- | --------------- | --------------------------------------- | --------------------------------------------------------------------------- |
| Godzina: 20:15 | M. Židlický 17:48 (PP) M. Havlát 41:06 (EQ) P. Eliáš 44:28 | (1:0, 0:1, 2:1) | 22:54 (EQ) L. Nagy 58:41 (EQ) T. Surový | Widzów: 9313 Sędzia główny: Darcy Burchell Sędziowie liniowi: Danny Kurmann |

| 7 maja 2011 | Dania | 4:3 pk. | Niemcy | Samsung-Arena, Bratysława |

| Szczegóły      | Szczegóły                                                                           | Szczegóły                 | Szczegóły                                                      | Szczegóły                                                                      |
| -------------- | ----------------------------------------------------------------------------------- | ------------------------- | -------------------------------------------------------------- | ------------------------------------------------------------------------------ |
| Godzina: 16:15 | Ma.Bødker 08:09 (EQ) Mi. Bødker 21:39 (EQ) N.Hardt 57:33 (EQ) Mi. Bødker 65:00 (PS) | (1:1, 1:1, 1:1, 0:0, 1:0) | 10:15 (EQ) J. Tripp 22:05 (EQ) A. Barta 41:32 (EQ) K. Lavallee | Widzów: 9299 Sędzia główny: Vladimír Baluška Sędziowie liniowi: Darcy Burchell |

| 7 maja 2011 | Finlandia | 2:1 | Słowacja | Samsung-Arena, Bratysława |

| Szczegóły      | Szczegóły                               | Szczegóły       | Szczegóły             | Szczegóły                                                                 |
| -------------- | --------------------------------------- | --------------- | --------------------- | ------------------------------------------------------------------------- |
| Godzina: 20:15 | T. Ruutu 47:17 (EQ) T. Ruutu 50:26 (EQ) | (0:1, 0:0, 2:0) | 16:21 (EQ) M. Gáborík | Widzów: 9321 Sędzia główny: Danny Kurmann Sędziowie liniowi: Brent Reiber |

| 8 maja 2011 | Czechy | 3:2 | Rosja | Samsung-Arena, Bratysława |

| Szczegóły      | Szczegóły                                                       | Szczegóły       | Szczegóły                                          | Szczegóły                                                                 |
| -------------- | --------------------------------------------------------------- | --------------- | -------------------------------------------------- | ------------------------------------------------------------------------- |
| Godzina: 16:15 | J. Voráček 14:01 (EQ) J. Jágr 15:52 (EQ) T. Plekanec 43:27 (PS) | (2:0, 0:1, 1:1) | 31:50 (PP) A. Tierieszczenko 55:04 (EQ) D. Zaripow | Widzów: 9308 Sędzia główny: Brent Reiber Sędziowie liniowi: Thomas Sterns |

| 9 maja 2011 | Słowacja | 4:1 | Dania | Samsung-Arena, Bratysława |

| Szczegóły      | Szczegóły                                                                          | Szczegóły       | Szczegóły                 | Szczegóły                                                                      |
| -------------- | ---------------------------------------------------------------------------------- | --------------- | ------------------------- | ------------------------------------------------------------------------------ |
| Godzina: 12:15 | J. Stümpel 10:10 (EQ) M. Šatan 15:52 (EQ) M. Hossa 40:32 (PP) R. Zedník 50:05 (EQ) | (2:1, 0:0, 2:0) | 04:09 (EQ) M. Christensen | Widzów: 9307 Sędzia główny: Konstantin Olenin Sędziowie liniowi: Thomas Sterns |

| 9 maja 2011 | Rosja | 2:3 pk. | Finlandia | Samsung-Arena, Bratysława |

| Szczegóły      | Szczegóły                                  | Szczegóły                 | Szczegóły                                                     | Szczegóły                                                                     |
| -------------- | ------------------------------------------ | ------------------------- | ------------------------------------------------------------- | ----------------------------------------------------------------------------- |
| Godzina: 16:15 | N. Kulomin 04:26 (EQ) I.Nikulin 04:37 (EQ) | (2:0, 0:2, 0:0, 0:0, 0:1) | 26:59 (EQ) M. Koivu 36:39 (EQ) J. Niskala 65:00 (PS) M. Koivu | Widzów: 9292 Sędzia główny: Danny Kurmann Sędziowie liniowi: Christer Lärking |

| 9 maja 2011 | Niemcy | 2:5 | Czechy | Samsung-Arena, Bratysława |

| Szczegóły      | Szczegóły                                    | Szczegóły       | Szczegóły | Szczegóły                                                                     |
| -------------- | -------------------------------------------- | --------------- | --- | ----------------------------------------------------------------------------- |
| Godzina: 20:15 | J. Tripp 01:49 (EQ) T. Greilinger 58:26 (PP) | (1:2, 0:3, 1:0) | 00:51 (EQ) T. Plekanec 10:38 (EQ) M. Frolík 22:47 (PP) K. Rachůnek 35:34 (PP) T. Plekanec 36:58 (EQ) P. Eliáš | Widzów: 9305 Sędzia główny: Vladimír Baluška Sędziowie liniowi: Sören Persson |

Tabela
Lp. = lokata, M = liczba rozegranych spotkań, W = Wygrane, WpD = Wygrane po dogrywce lub karnych, PpD = Porażki po dogrywce lub karnych, P = Porażki, G+ = Gole strzelone, G- = Gole stracone, Pkt = Liczba zdobytych punktów,     = awans do ćwierćfinału,     = miejsca 9-12
| Lp. | Zespół    | M | W | WpD | PpD | P | G + | G – | +/− | Pkt |
| --- | --------- | - | - | --- | --- | - | --- | --- | --- | --- |
| 1   | Czechy    | 5 | 5 | 0   | 0   | 0 | 19  | 7   | +12 | 15  |
| 2   | Finlandia | 5 | 4 | 1   | 0   | 1 | 16  | 10  | +6  | 10  |
| 3   | Niemcy    | 5 | 2 | 0   | 2   | 1 | 15  | 17  | -2  | 8   |
| 4   | Rosja     | 5 | 2 | 0   | 1   | 2 | 12  | 14  | -2  | 7   |
| 5   | Słowacja  | 5 | 1 | 0   | 0   | 4 | 13  | 14  | -1  | 3   |
| 6   | Dania     | 5 | 0 | 1   | 0   | 3 | 9   | 22  | -13 | 2   |

### Grupa F
Wyniki
| 5 maja 2011 | Szwajcaria | 2:3 | Norwegia | Steel Aréna, Koszyce |

| Szczegóły      | Szczegóły                               | Szczegóły       | Szczegóły                                                         | Szczegóły                                                                 |
| -------------- | --------------------------------------- | --------------- | ----------------------------------------------------------------- | ------------------------------------------------------------------------- |
| Godzina: 20:15 | T. Monnet 28:35 (PP) R. Diaz 47:19 (PP) | (0:2, 1:0, 1:1) | 08:47 (EQ) J. Holøs 19:55 (PP) P-Å Skrøder 42:48 (EQ) K. Forsberg | Widzów: 2820 Sędzia główny: Eduards Odiņš Sędziowie liniowi: Peter Ország |

| 6 maja 2011 | Kanada | 4:3 pk. | Stany Zjednoczone | Steel Aréna, Koszyce |

| Szczegóły      | Szczegóły                                                                         | Szczegóły                 | Szczegóły                                                          | Szczegóły                                                                      |
| -------------- | --------------------------------------------------------------------------------- | ------------------------- | ------------------------------------------------------------------ | ------------------------------------------------------------------------------ |
| Godzina: 16:15 | B. Burns 27:20 (EQ) J. Tavares 43:27 (EQ) J. Spezza 45:22 (PP) R. Nash 65:00 (PS) | (0:0, 1:2, 2:1, 0:0, 1:0) | 24:13 (EQ) M. Komisarek 33:47 (EQ) J. Johnson 51:17 (PP) D. Stepan | Widzów: 7485 Sędzia główny: Sami Partanen Sędziowie liniowi: Daniel Piechaczek |

| 6 maja 2011 | Szwecja | 4:0 | Francja | Steel Aréna, Koszyce |

| Szczegóły      | Szczegóły                                                                                       | Szczegóły       | Szczegóły | Szczegóły                                                                 |
| -------------- | ----------------------------------------------------------------------------------------------- | --------------- | --------- | ------------------------------------------------------------------------- |
| Godzina: 20:15 | R. Nilsson 04:34 (EQ) O. Ekman Larsson 13:51 (PP) P. Berglund 15:39 (EQ) S. Kronwall 45:34 (EQ) | (3:0, 0:0, 1:0) |           | Widzów: 4761 Sędzia główny: Jyri Rönn Sędziowie liniowi: Vladimír Šindler |

| 7 maja 2011 | Norwegia | 2:3 | Kanada | Steel Aréna, Koszyce |

| Szczegóły      | Szczegóły                                  | Szczegóły       | Szczegóły                                                     | Szczegóły                                                                 |
| -------------- | ------------------------------------------ | --------------- | ------------------------------------------------------------- | ------------------------------------------------------------------------- |
| Godzina: 16:15 | K.A. Olimb 51:36 (EQ) M. Holtet 52:49 (EQ) | (0:1, 0:1, 2:1) | 15:26 (EQ) J. Spezza 30:15 (EQ) J. Tavares 49:02 (EQ) J. Neal | Widzów: 4978 Sędzia główny: Jyri Rönn Sędziowie liniowi: Vladimír Šindler |

| 7 maja 2011 | Stany Zjednoczone | 3:2 | Francja | Steel Aréna, Koszyce |

| Szczegóły      | Szczegóły                                                       | Szczegóły       | Szczegóły                                   | Szczegóły                                                                 |
| -------------- | --------------------------------------------------------------- | --------------- | ------------------------------------------- | ------------------------------------------------------------------------- |
| Godzina: 20:15 | D. Stepan 16:06 (EQ) M. Stuart 21:16 (EQ) C. Kreider 25:24 (EQ) | (1:1, 2:0, 0:1) | 05:25 (EQ) S. Treille 55:30 (EQ) L. Meunier | Widzów: 3101 Sędzia główny: Eduards Odiņš Sędziowie liniowi: Peter Ország |

| 8 maja 2011 | Szwecja | 2:0 | Szwajcaria | Steel Aréna, Koszyce |

| Szczegóły      | Szczegóły                                     | Szczegóły       | Szczegóły | Szczegóły                                                                       |
| -------------- | --------------------------------------------- | --------------- | --------- | ------------------------------------------------------------------------------- |
| Godzina: 16:15 | M. Backlund 47:47 (EQ) M. Backlund 59:28 (EN) | (0:0, 0:0, 2:0) |           | Widzów: 5941 Sędzia główny: Wiaczesław Bułanow Sędziowie liniowi: Eduards Odiņš |

| 9 maja 2011 | Francja | 2:5 | Norwegia | Steel Aréna, Koszyce |

| Szczegóły      | Szczegóły                                  | Szczegóły       | Szczegóły                                                                                                  | Szczegóły                                                                         |
| -------------- | ------------------------------------------ | --------------- | --- | --------------------------------------------------------------------------------- |
| Godzina: 12:15 | D. Fleury 10:57 (EQ) L. Meunier 31:20 (SH) | (1:3, 1:1, 0:1) | 03:26 (PP) P-Å Skrøder 03:52 (EQ) M. Holtet 17:50 (EQ) M. Holtet 35:19 (PP) M. Holtet 52:26 (EQ) M. Holtet | Widzów: 3178 Sędzia główny: Wiaczesław Bułanow Sędziowie liniowi: Antonín Jeřábek |

| 9 maja 2011 | Szwajcaria | 5:3 | Stany Zjednoczone | Steel Aréna, Koszyce |

| Szczegóły      | Szczegóły | Szczegóły       | Szczegóły                                                            | Szczegóły                                                                 |
| -------------- | --- | --------------- | -------------------------------------------------------------------- | ------------------------------------------------------------------------- |
| Godzina: 16:15 | K. Lotscher 11:35 (EQ) R. Diaz 14:10 (EQ) I. Rüthemann 21:06 (EQ) K. Lotscher 31:00 (EQ) R. Gardner 59:43 (EN) | (2:1, 2:1, 1:1) | 11:01 (EQ) C. Smith 26:09 (EQ) R. Shannon 58:17 (EQ) J. van Riemsdyk | Widzów: 4939 Sędzia główny: Jyri Rönn Sędziowie liniowi: Vladimír Šindler |

| 9 maja 2011 | Kanada | 3:2 | Szwecja | Steel Aréna, Koszyce |

| Szczegóły      | Szczegóły                                                   | Szczegóły       | Szczegóły                                    | Szczegóły                                                                      |
| -------------- | ----------------------------------------------------------- | --------------- | -------------------------------------------- | ------------------------------------------------------------------------------ |
| Godzina: 20:15 | J. Neal 01:08 (EQ) J. Tavares 13:20 (EQ) R. Nash 52:31 (PP) | (2:1, 0:1, 1:0) | 03:43 (PP) D. Petrasek 30:38 (PP) M. Tedenby | Widzów: 7633 Sędzia główny: Sami Partanen Sędziowie liniowi: Daniel Piechaczek |

Tabela
Lp. = lokata, M = liczba rozegranych spotkań, W = Wygrane, WpD = Wygrane po dogrywce lub karnych, PpD = Porażki po dogrywce lub karnych, P = Porażki, G+ = Gole strzelone, G- = Gole stracone, Pkt = Liczba zdobytych punktów,     = awans do ćwierćfinału,     = miejsca 9-12
| Lp. | Zespół            | M | W | WpD | PpD | P | G + | G – | +/− | Pkt |
| --- | ----------------- | - | - | --- | --- | - | --- | --- | --- | --- |
| 1   | Kanada            | 5 | 3 | 2   | 0   | 0 | 23  | 11  | +12 | 13  |
| 2   | Szwecja           | 5 | 3 | 0   | 1   | 1 | 18  | 10  | +8  | 10  |
| 3   | Norwegia          | 5 | 2 | 1   | 0   | 2 | 17  | 15  | +2  | 8   |
| 4   | Stany Zjednoczone | 5 | 2 | 0   | 1   | 2 | 15  | 19  | -4  | 7   |
| 5   | Szwajcaria        | 5 | 1 | 1   | 1   | 2 | 11  | 12  | -1  | 6   |
| 6   | Francja           | 5 | 0 | 0   | 1   | 4 | 5   | 22  | -17 | 1   |

### Grupa G
Wyniki
| 5 maja 2011 | Słowenia | 5:2 | Łotwa | Samsung-Arena, Bratysława |

| Szczegóły      | Szczegóły                                                                                                 | Szczegóły       | Szczegóły                                   | Szczegóły                                                                     |
| -------------- | --- | --------------- | ------------------------------------------- | ----------------------------------------------------------------------------- |
| Godzina: 16:15 | R. Tičar 27:59 (PP) T. Razingar 33:55 (EQ) T. Razingar 39:11 (EQ) R. Tičar 40:54 (EQ) R. Pajič 41:27 (EQ) | (0:0, 3:0, 2:2) | 51:33 (EQ) M. Cipulis 59:59 (EQ) R. Bukarts | Widzów: 7467 Sędzia główny: Christer Lärking Sędziowie liniowi: Thomas Sterns |

| 5 maja 2011 | Białoruś | 7:2 | Austria | Steel Aréna, Koszyce |

| Szczegóły      | Szczegóły | Szczegóły       | Szczegóły                                      | Szczegóły                                                                         |
| -------------- | --- | --------------- | ---------------------------------------------- | --------------------------------------------------------------------------------- |
| Godzina: 16:15 | J. Kowyrszyn 04:06 (EQ) M. Hrabouski 17:17 (EQ) A. Kascicyn 18:57 (EQ) A. Dziamkou 30:17 (EQ) S. Diemagin 32:49 (SH) D.Korabau 42:53 (PP) A. Kułakou 51:55 (EQ) | (3:0, 2:0, 2:2) | 40:47 (PP) O. Setzinger 53:29 (EQ) M. Schiechl | Widzów: 4483 Sędzia główny: Wiaczesław Bułanow Sędziowie liniowi: Antonin Jerabek |

| 7 maja 2011 | Austria | 3:2 | Słowenia | Samsung-Arena, Bratysława |

| Szczegóły      | Szczegóły                                                            | Szczegóły       | Szczegóły                                   | Szczegóły                                                                         |
| -------------- | -------------------------------------------------------------------- | --------------- | ------------------------------------------- | --------------------------------------------------------------------------------- |
| Godzina: 12:15 | G. Unterluggauer 19:03 (EQ) T. Raffl 24:15 (EQ) R. Rotter 45:52 (EQ) | (1:0, 1:2, 1:0) | 36:30 (EQ) T. Razingar 39:41 (EQ) D. Rodman | Widzów: 9033 Sędzia główny: Christer Lärking Sędziowie liniowi: Konstantin Olenin |

| 7 maja 2011 | Białoruś | 3:6 | Łotwa | Steel Aréna, Koszyce |

| Szczegóły      | Szczegóły                                                                  | Szczegóły       | Szczegóły | Szczegóły                                                                      |
| -------------- | -------------------------------------------------------------------------- | --------------- | --- | ------------------------------------------------------------------------------ |
| Godzina: 12:15 | W. Kasciuczonak 19:31 (EQ) M. Hrabouski 20:53 (EQ) D. Mialeszka 59:50 (EQ) | (1:3, 1:1, 1:2) | 09:26 (EQ) M. Cipulis 13:23 (EQ) G. Pujacs 17:19 (EQ) G. Pujacs 36:17 (EQ) A. Ņiživijs 49:44 (EQ) M. Cipulis 57:29 (EQ) K. Saulietis | Widzów: 4976 Sędzia główny: Sami Partanen Sędziowie liniowi: Daniel Piechaczek |

| 8 maja 2011 | Słowenia | 1:7 | Białoruś | Samsung-Arena, Bratysława |

| Szczegóły      | Szczegóły             | Szczegóły       | Szczegóły | Szczegóły                                                                   |
| -------------- | --------------------- | --------------- | --- | --------------------------------------------------------------------------- |
| Godzina: 20:15 | R. Sabolič 31:51 (EQ) | (0:2, 1:3, 0:2) | 06:02 (EQ) S. Diemagin 07:23 (EQ) A. Kascicyn 28:21 (PP) A. Stiepanow 35:52 (EQ) A. Michalou 37:13 (PP) A. Kascicyn 55:07 (SH) A. Michalou 56:13 (PP) A. Michalou | Widzów: 8708 Sędzia główny: Darcy Burchell Sędziowie liniowi: Sören Persson |

| 8 maja 2011 | Łotwa | 4:1 | Austria | Steel Aréna, Koszyce |

| Szczegóły      | Szczegóły                                                                                   | Szczegóły       | Szczegóły           | Szczegóły                                                                   |
| -------------- | ------------------------------------------------------------------------------------------- | --------------- | ------------------- | --------------------------------------------------------------------------- |
| Godzina: 20:15 | R. Bukarts 05:01 (EQ) M. Rēdlihs 13:30 (EQ) K. Saulietis 22:57 (PP) K. Saulietis 48:47 (PP) | (2:0, 1:0, 1:1) | 59:01 (PP) T. Raffl | Widzów: 4110 Sędzia główny: Antonín Jeřábek Sędziowie liniowi: Peter Ország |

Tabela
Lp. = lokata, M = liczba rozegranych spotkań, W = Wygrane, WpD = Wygrane po dogrywce lub karnych, PpD = Porażki po dogrywce lub karnych, P = Porażki, G+ = Gole strzelone, G- = Gole stracone, Pkt = Liczba zdobytych punktów,     = Utrzymanie w elicie,     = Spadek do I dywizji
| Lp. | Zespół   | M | W | WpD | PpD | P | G + | G – | +/− | Pkt |
| --- | -------- | - | - | --- | --- | - | --- | --- | --- | --- |
| 1   | Łotwa    | 3 | 2 | 0   | 0   | 1 | 12  | 9   | +3  | 6   |
| 2   | Białoruś | 3 | 2 | 0   | 0   | 1 | 17  | 9   | +8  | 6   |
| 3   | Austria  | 3 | 1 | 0   | 0   | 2 | 6   | 13  | -7  | 3   |
| 4   | Słowenia | 3 | 1 | 0   | 0   | 2 | 8   | 12  | -4  | 3   |

## Faza pucharowa
|  |                           |                   |                           |                           |   |           |                           |                           |                           |                           |                   |       |       |
|  | Ćwierćfinały              | Ćwierćfinały      | Ćwierćfinały              |                           |   | Półfinały | Półfinały                 | Półfinały                 |                           |                           | Finał             | Finał | Finał |
|  | Ćwierćfinały              | Ćwierćfinały      | Ćwierćfinały              |                           |   | Półfinały | Półfinały                 | Półfinały                 |                           |                           | Finał             | Finał | Finał |
|  | 11 maja 2011 – Bratysława |                   |                           |                           |   |           |                           |                           |                           |                           |                   |       |       |
|  |                           |                   |                           |                           |   |           |                           |                           |                           |                           |                   |       |       |
|  | Czechy                    | Czechy            | 4                         |                           |   |           |                           |                           |                           |                           |                   |       |       |
|  | Czechy                    | Czechy            | 4                         | 13 maja 2011 – Bratysława |   |           |                           |                           |                           |                           |                   |       |       |
|  | Stany Zjednoczone         | Stany Zjednoczone | 0                         |                           |   |           |                           |                           |                           |                           |                   |       |       |
|  | Stany Zjednoczone         | Stany Zjednoczone | 0                         |                           |   | Czechy    | Czechy                    | 2                         |                           |                           |                   |       |       |
|  | 11 maja 2011 – Bratysława |                   |                           |                           |   | Czechy    | Czechy                    | 2                         |                           |                           |                   |       |       |
|  |                           |                   | Szwecja                   | Szwecja                   | 5 |           |                           |                           |                           |                           |                   |       |       |
|  | Szwecja                   | Szwecja           | Szwecja                   | Szwecja                   | 5 | 5         |                           |                           |                           |                           |                   |       |       |
|  | Szwecja                   | Szwecja           |                           |                           |   | 5         | 15 maja 2011 – Bratysława |                           |                           |                           |                   |       |       |
|  | Niemcy                    | Niemcy            | 2                         |                           |   |           |                           |                           |                           |                           |                   |       |       |
|  | Niemcy                    | Niemcy            | 2                         |                           |   | Szwecja   | Szwecja                   | 1                         |                           |                           |                   |       |       |
|  | 12 maja 2011 – Bratysława |                   |                           |                           |   | Szwecja   | Szwecja                   | 1                         |                           |                           |                   |       |       |
|  |                           |                   | Finlandia                 | Finlandia                 | 6 |           |                           |                           |                           |                           |                   |       |       |
|  | Kanada                    | Kanada            | Finlandia                 | Finlandia                 | 6 | 1         |                           |                           |                           |                           |                   |       |       |
|  | Kanada                    | Kanada            | 13 maja 2011 – Bratysława |                           |   | 1         |                           |                           |                           |                           |                   |       |       |
|  | Rosja                     | Rosja             | 2                         |                           |   |           |                           |                           |                           |                           |                   |       |       |
|  | Rosja                     | Rosja             | 2                         |                           |   | Rosja     | Rosja                     | 0                         | Mecz o 3. miejsce         | Mecz o 3. miejsce         | Mecz o 3. miejsce |       |       |
|  | 12 maja 2011 – Bratysława |                   |                           |                           |   | Rosja     | Rosja                     | 0                         | Mecz o 3. miejsce         | Mecz o 3. miejsce         | Mecz o 3. miejsce |       |       |
|  |                           |                   | Finlandia                 | Finlandia                 | 3 |           |                           | 15 maja 2011 – Bratysława | 15 maja 2011 – Bratysława | 15 maja 2011 – Bratysława |                   |       |       |
|  | Finlandia                 | Finlandia         | Finlandia                 | Finlandia                 | 3 | 4         |                           | 15 maja 2011 – Bratysława | 15 maja 2011 – Bratysława | 15 maja 2011 – Bratysława |                   |       |       |
|  | Finlandia                 | Finlandia         |                           |                           |   |           |                           | Czechy                    | Czechy                    | 7                         |                   |       |       |
|  | Norwegia                  | Norwegia          | 1                         |                           |   |           |                           |                           | Czechy                    | 7                         |                   |       |       |
|  | Norwegia                  | Norwegia          | 1                         |                           |   |           |                           | Rosja                     | Rosja                     | 4                         |                   |       |       |
|  |                           |                   |                           |                           |   |           |                           |                           | Rosja                     | 4                         |                   |       |       |

### Ćwierćfinały
| 11 maja 2011 | Czechy | 4:0 | Stany Zjednoczone | Samsung-Arena, Bratysława |

| Szczegóły      | Szczegóły                                                                  | Szczegóły       | Szczegóły | Szczegóły                                                                  |
| -------------- | -------------------------------------------------------------------------- | --------------- | --------- | -------------------------------------------------------------------------- |
| Godzina: 16:15 | J. Jágr 18:45 (EQ) J. Jágr 24:47 (PP) T. Plekanec 50:33 J. Jágr 56:25 (PP) | (1:0, 1:0, 2:0) |           | Widzów: 9311 Sędzia główny: Darcy Burchell Sędziowie liniowi: Brent Reiber |

| 11 maja 2011 | Szwecja | 5:2 | Niemcy | Samsung-Arena, Bratysława |

| Szczegóły      | Szczegóły | Szczegóły       | Szczegóły                              | Szczegóły                                                                 |
| -------------- | --- | --------------- | -------------------------------------- | ------------------------------------------------------------------------- |
| Godzina: 20:15 | M. Thörnberg 00:27 (EQ) P. Berglund 15:46 (EQ) N. Persson 24:30 (EQ) L. Eriksson 28:10 (EQ) M. Thörnberg 48:54 (EQ) | (2:1, 2:1, 1:0) | 02:01 (EQ) A. Barta 38:44 (EQ) M. Wolf | Widzów: 8986 Sędzia główny: Jyri Rönn Sędziowie liniowi: Vladimír Šindler |

| 12 maja 2011 | Finlandia | 4:1 | Norwegia | Samsung-Arena, Bratysława |

| Szczegóły      | Szczegóły                                                                             | Szczegóły       | Szczegóły             | Szczegóły                                                                      |
| -------------- | ------------------------------------------------------------------------------------- | --------------- | --------------------- | ------------------------------------------------------------------------------ |
| Godzina: 16:15 | J. Immonen 26:01 (PP) T. Ruutu 28:43 (PP) J. Immonen 35:38 (PP) J. Lajunen 38:29 (EQ) | (0:0, 4:1, 0:0) | 23:56 (PS) K.A. Olimb | Widzów: 8947 Sędzia główny: Sören Persson Sędziowie liniowi: Daniel Piechaczek |

| 12 maja 2011 | Kanada | 1:2 | Rosja | Samsung-Arena, Bratysława |

| Szczegóły      | Szczegóły            | Szczegóły       | Szczegóły                                        | Szczegóły                                                                     |
| -------------- | -------------------- | --------------- | ------------------------------------------------ | ----------------------------------------------------------------------------- |
| Godzina: 20:15 | J. Spezza 25:32 (EQ) | (0:0, 1:0, 0:2) | 49:07 (SH) A. Kajgorodow 52:19 (EQ) I. Kowalczuk | Widzów: 9300 Sędzia główny: Danny Kurmann Sędziowie liniowi: Christer Lärking |

### Półfinały
| 13 maja 2011 | Czechy | 2:5 | Szwecja | Samsung-Arena, Bratysława |

| Szczegóły      | Szczegóły                               | Szczegóły       | Szczegóły | Szczegóły                                                                  |
| -------------- | --------------------------------------- | --------------- | --- | -------------------------------------------------------------------------- |
| Godzina: 16:15 | P. Eliáš 20:46 (EQ) P. Eliáš 54:22 (EQ) | (0:0, 1:2, 1:3) | 24:34 (PP) P. Berglund 35:10 (EQ) M. Backlund 48:07 (EQ) J. Ericsson 52:29 (EQ) M. Krüger 59:13 (EN) P. Berglund | Widzów: 9285 Sędzia główny: Darcy Burchell Sędziowie liniowi: Brent Reiber |

| 13 maja 2011 | Finlandia | 3:0 | Rosja | Samsung-Arena, Bratysława |

| Szczegóły      | Szczegóły                                                          | Szczegóły       | Szczegóły | Szczegóły                                                                    |
| -------------- | ------------------------------------------------------------------ | --------------- | --------- | ---------------------------------------------------------------------------- |
| Godzina: 20:15 | M. Granlund 25:13 (EQ) J. Lajunen 47:40 (EQ) J. Immonen 49:15 (PP) | (0:0, 1:0, 2:0) |           | Widzów: 9272 Sędzia główny: Christer Lärking Sędziowie liniowi: Peter Ország |

### Mecz o trzecie miejsce
| 15 maja 2011 | Czechy | 7:4 | Rosja | Samsung-Arena, Bratysława |

| Szczegóły      | Szczegóły | Szczegóły       | Szczegóły                                                                                      | Szczegóły                                                                     |
| -------------- | --- | --------------- | ---------------------------------------------------------------------------------------------- | ----------------------------------------------------------------------------- |
| Godzina: 16:00 | R. Červenka 03:33 (EQ) P. Průcha 10:22 (EQ) P. Průcha 22:11 (EQ) R. Červenka 30:45 (EQ) R. Červenka 35:10 (EQ) J. Marek 46:30 (EQ) T. Plekanec 58:16 (EN) | (2:3, 3:1, 2:0) | 09:25 (EQ) I. Kowalczuk 09:40 (EQ) D. Kulikow 18:53 (EQ) I. Kowalczuk 36:03 (EQ) W. Tarasienko | Widzów: 9283 Sędzia główny: Danny Kurmann Sędziowie liniowi: Christer Lärking |

### Finał
| 15 maja 2011 | Szwecja | 1:6 | Finlandia | Samsung-Arena, Bratysława |

| Szczegóły      | Szczegóły                       | Szczegóły       | Szczegóły | Szczegóły                                                                  |
| -------------- | ------------------------------- | --------------- | --- | -------------------------------------------------------------------------- |
| Godzina: 20:30 | M. Pääjärvi Svensson 27:40 (EQ) | (0:0, 1:1, 0:5) | 39:53 (PP) J. Immonen 42:35 (EQ) P. Nokelainen 43:21 (EQ) N. Kapanen 56:41 (EQ) J. Pesonen 57:16 (EQ) M. Pyörälä 59:05 (EQ) A. Pihlström | Widzów: 9166 Sędzia główny: Darcy Burchell Sędziowie liniowi: Brent Reiber |

## Statystyki

### Klasyfikacja punktowa
| Zawodnik        | Mecze | Gole | Asysty | Punkty | Klas. +/− | Kary |
| --------------- | ----- | ---- | ------ | ------ | --------- | ---- |
| Jarkko Immonen  | 9     | 9    | 3      | 12     | +2        | 2    |
| Patrik Berglund | 9     | 8    | 2      | 10     | +6        | 8    |
| Tomáš Plekanec  | 8     | 6    | 4      | 10     | +3        | 6    |
| Roman Červenka  | 9     | 4    | 6      | 10     | +7        | 4    |
| John Tavares    | 7     | 5    | 4      | 9      | +6        | 12   |
| Jaromír Jágr    | 9     | 5    | 4      | 9      | +5        | 4    |
| Patrik Eliáš    | 9     | 4    | 5      | 9      | +4        | 6    |
| Mikael Granlund | 9     | 2    | 7      | 9      | +3        | 2    |
| Mathis Olimb    | 7     | 1    | 8      | 9      | 0         | 4    |
| Marius Holtet   | 7     | 6    | 2      | 8      | +6        | 4    |

Źródło: IIHF.com

### Klasyfikacja bramkarzy
Zestawienie skompletowane wedle skuteczności udanych interwencji w % – dotyczy tylko bramkarzy, którzy rozegrali 40% czasu gry swych zespołów.
| Zawodnik       | Czas   | Strzały | Bramki | Śr. goli | Obrony % | Shutout |
| -------------- | ------ | ------- | ------ | -------- | -------- | ------- |
| Petri Vehanen  | 388:13 | 175     | 8      | 1.24     | 95.43    | 1       |
| Viktor Fasth   | 420:00 | 221     | 12     | 1.71     | 94.57    | 3       |
| Ondřej Pavelec | 479:16 | 247     | 15     | 1.88     | 93.93    | 2       |
| Tobias Stephan | 240:48 | 111     | 7      | 1.74     | 93.69    | 0       |
| Lars Haugen    | 422.18 | 257     | 19     | 2.70     | 92.61    | 1       |

Czas = czas spędzony na lodzie; Strzały = strzały oddane na bramkę; Bramki = gole straone ogółem; Śr. bramek = średnia bramek straconych na mecz; Obrony % = skuteczne interwencje (w %); Shutout = mecze bez straty gola
Źródło: IIHF.com

### Wyróżnienia turnieju
- Najlepsi zawodnicy wybrani przez dyrektoriat:
  - Najlepszy bramkarz:  Viktor Fasth
  - Najlepszy obrońca:  Alex Pietrangelo
  - Najlepszy napastnik:  Jaromír Jágr

- Drużyna Gwiazd wybrana przez dziennikarzy:
  - Bramkarz:  Viktor Fasth
  - Obrona:  David Petrasek,  Marek Židlický
  - Atak:  Jaromír Jágr,  Patrik Berglund,  Jarkko Immonen
  - Najbardziej Wartościowy Gracz:  Viktor Fasth

## Składy medalistów
| Złoto Finlandia | Juhamatti Aaltonen, Mikael Granlund, Niko Hovinen, Jarkko Immonen, Topi Jaakola, Jesse Joensuu, Niko Kapanen, Leo Komarov, Lasse Kukkonen, Mikko Koivu, Janne Lahti, Jani Lajunen, Teemu Lassila, Sami Lepistö, Janne Niskala, Petteri Nokelainen, Janne Pesonen, Antti Pihlström, Pasi Puistola, Mika Pyörälä, Tuomo Ruutu, Anssi Salmela, Ossi Väänänen, Jyrki Välivaara, Petri Vehanen Trener: Jukka Jalonen                                        |
| Srebro Szwecja  | Mikael Backlund, Patrik Berglund, Oliver Ekman Larsson, Jimmie Ericsson, Loui Eriksson, Tim Erixon, Erik Ersberg, Viktor Fasth, Daniel Fernholm, Nicklas Grossman, Carl Gunnarsson, Andreas Jämtin, Staffan Kronwall, Marcus Krüger, Anders Nilsson, Robert Nilsson, Magnus Pääjärvi Svensson, Niklas Persson, David Petrasek, David Rundblad, Jakob Silfverberg, Mattias Sjögren, Mattias Tedenby, Martin Thörnberg, Rickard Wallin Trener: Pär Mårts |
| Brąz Czechy     | Petr Čáslava, Roman Červenka, Patrik Eliáš, Michael Frolík, Martin Havlát, Petr Hubáček, Jaromír Jágr, Jakub Kovář, Lukáš Krajíček, Jan Marek, Radek Martínek, Milan Michálek, Zbyněk Michálek, Ondřej Němec, Jiří Novotný, Ondřej Pavelec, Tomáš Plekanec, Petr Průcha, Karel Rachůnek, Tomáš Rolinek, Martin Škoula, Jakub Štěpánek, Petr Vampola, Jakub Voráček, Marek Židlický Trener: Alois Hadamczik                                             |

## Klasyfikacja końcowa
| Lp. | Drużyna           |
| --- | ----------------- |
|     | Finlandia         |
|     | Szwecja           |
|     | Czechy            |
| 4   | Rosja             |
| 5   | Kanada            |
| 6   | Norwegia          |
| 7   | Niemcy            |
| 8   | Stany Zjednoczone |
| 9   | Szwajcaria        |
| 10  | Słowacja          |
| 11  | Dania             |
| 12  | Francja           |
| 13  | Łotwa             |
| 14  | Białoruś          |
| 15  | Austria           |
| 16  | Słowenia          |

| Zdegradowani do I Dywizji Grupy A: | Austria, Słowenia  |
| Awansujący do Elity:               | Włochy, Kazachstan |